# M1 Music Awards 2018
M1 Music Awards 2018. 4 сезони — музична премія M1 Music Awards за 2018 рік.
Оголошення номінантів премії відбулося 15 листопада 2018 року о 19:00 у прямому ефірі телеканалу M1 в рамках передачі "M1 Music Awards:News".
Сама церемонія відбулася 1 грудня о 19:00 в Палаці спорту. Телеглядачі мали змогу дивитися онлайн-трансляцію на телеканалі M1.

## Головні премії
В кожній категорії вказані лауреати (переможці) премії (жирним шрифтом) та номінанти.

### Найкраща співачка
- Оля Полякова
- Тіна Кароль
- NK | Настя Каменських

### Найкращий співак
- Олег Винник
- MONATIK
- Alekseev

### Найкращий гурт
- MOZGI
- НеАнгели
- Время и Стекло

### Альтернатива
- MARUV
- The Hardkiss
- Без обмежень

### Хіт року
- NK | Настя Каменських - "Тримай"
- Антитіла - "Там, де ми є"
- KAZKA - "Плакала"

### Кліп року
- NK | Настя Каменських "#ЭТОМОЯНОЧЬ" (режисер Алан Бадоєв)
- Время и Стекло - "Тролль" (режисер Таня Муїньо)
- MONATIK та Надія Дорофєєва - "Глубоко" (режисер Таня Муїньо)

### Проект року
- All stars MOZGI Ent. - "Промінь"
- MONATIK та Надія Дорофєєва - "Глубоко"
- Потап та Олег Винник - "Найкращий день" (OST "Скажене весілля")

### Прорив року
- KAZKA
- MARUV
- Микита Ломакін

### Золотий Грамофон
- Олег Винник - "Ты в курсе"
- NK | Настя Каменських - "Тримай"
- Мішель Андраде - "Musica"

### Червона Рута
- NK | Настя Каменських - "Тримай"
- Оля Цибульська - "Сукня біла"
- Олександр Пономарьов - "Найкраща"

### Спільний проект М1 і KissFM “Dance Parade”
- MONATIK та Надія Дорофєєва - "Глубоко"
- Время и Стекло - "Тролль"
- MARUV & BOOSIN — "DRUNK GROOVE"

### За внесок у розвиток національної індустрії
Тіна Кароль

### Фан-клуб року
Нова номінація премія M1 Music Awards, в якій представлені 17 найактивніших фан-клубів українських зірок:
- Тіна Кароль
- The Hardkiss
- Время и стекло
- MONATIK
- NK | Настя Каменських
- KAZKA
- Мішель Андраде
- Антитіла
- MOZGI
- Alekseev
- Оля Цибульська
- Микита Ломакін
- Alyosha
- MARUV
- KADNAY
- Ірина Білик
- Олександр Пономарьов

## Професійні відзнаки
15 листопада 2018 року о 19:00 у прямому ефірі телеканалу M1 в рамках передачі "M1 Music Awards:News" відбулася передвечірка (pro-party) M1 Music Awards 2018, на якій були відзначені найкращі професіонали в галузі шоу-бізнесу:
- Кліпмейкер року: Таня Муїньо (Время и Стекло - "Тролль", NK | Настя Каменських "LOMALO", MONATIK та Надія Дорофєєва - "Глубоко")[2]
- Продюсер року: Юрій Нікітін (KAZKA, НеАнгели, Ольга Горбачова, Верка Сердючка)[3]
- Оператор-постановник року: Олександр Земляний[4]
- Монтаж: Іларіон Єфремов[5]
- Постпродакшн: A7:TELEVISION[6]
- Саундпродюсер року:Вадим Лисиця[7]
- Хореограф року: Денис Стульніков[8]
- Стиліст року: Таня Муїньо та Маргарита Шекель[9]

Нагороджувала переможців статуетками та квітами ведуча M1 - Міла Єремєєва.

## Церемонія нагородження та червона доріжка
1 грудня об 15:00 почалася червона доріжка M1 Music Awards:News. Офіційна трансляція червоної доріжки відбувалася на офіційному YouTube-каналі  M1.
Сама церемонія нагородження проходила в Палаці спорту в Києві та розпочалася об 19:00.

#### Ведучі церемонії
- Нікіта Добринін та Оля Цибульська;
- Денис Жупник та Галина Завійська;
- Міла Єремєєва та Вікторія Батуі;
- Андрій Чорновол та Маша Виноградова;
- Денис Христов та Emma D.[10]

#### Виступи на церемонії
| № виступу | Виконавець                                 | Пісня                                             |
| --------- | ------------------------------------------ | ------------------------------------------------- |
| 1         | Funking smoothie                           | Get out                                           |
| 2         | NK \| Настя Каменських                     | Попурі (LOMALO, Попу как у Ким, PELIGROSO,Тримай) |
| 3         | Олександр Пономарьов                       | Неймовірна                                        |
| 4         | Время и стекло                             | Песня про лицо                                    |
| 4         | MONATIK                                    | То от чего без ума                                |
| 4         | MONATIK та Надія Дорофєєва (feat. Позитив) | Глубоко                                           |
| 5         | Ірина Білик                                | Не ховай очей                                     |
| 6         | The Hardkiss                               | Коханці                                           |
| 7         | MOZGI                                      | Полюбэ                                            |
| 8         | Alekseev                                   | Как ты там                                        |
| 9         | Alyosha                                    | Dama                                              |
| 10        | Антитіла                                   | TDME                                              |
| 11        | Nikita Lomakin                             | #Хамелеон                                         |
| 12        | Оля Цибульська                             | Сукня біла, Дівчинка                              |
| 13        | KADNAY                                     | Тіло                                              |
| 14        | MARUV                                      | Попурі (DRUNK GROOVE, Focus on me)                |
| 15        | Мішель Андраде                             | Hasta la vista                                    |
| 16        | KAZKA                                      | Плакала                                           |
| 17        | Тіна Кароль                                | Попурі                                            |